# ロマ

ロマの旗

非公式の推定による、ロマの人口が多い国
+ 1,000,000
+ 100,000
+ 10,000

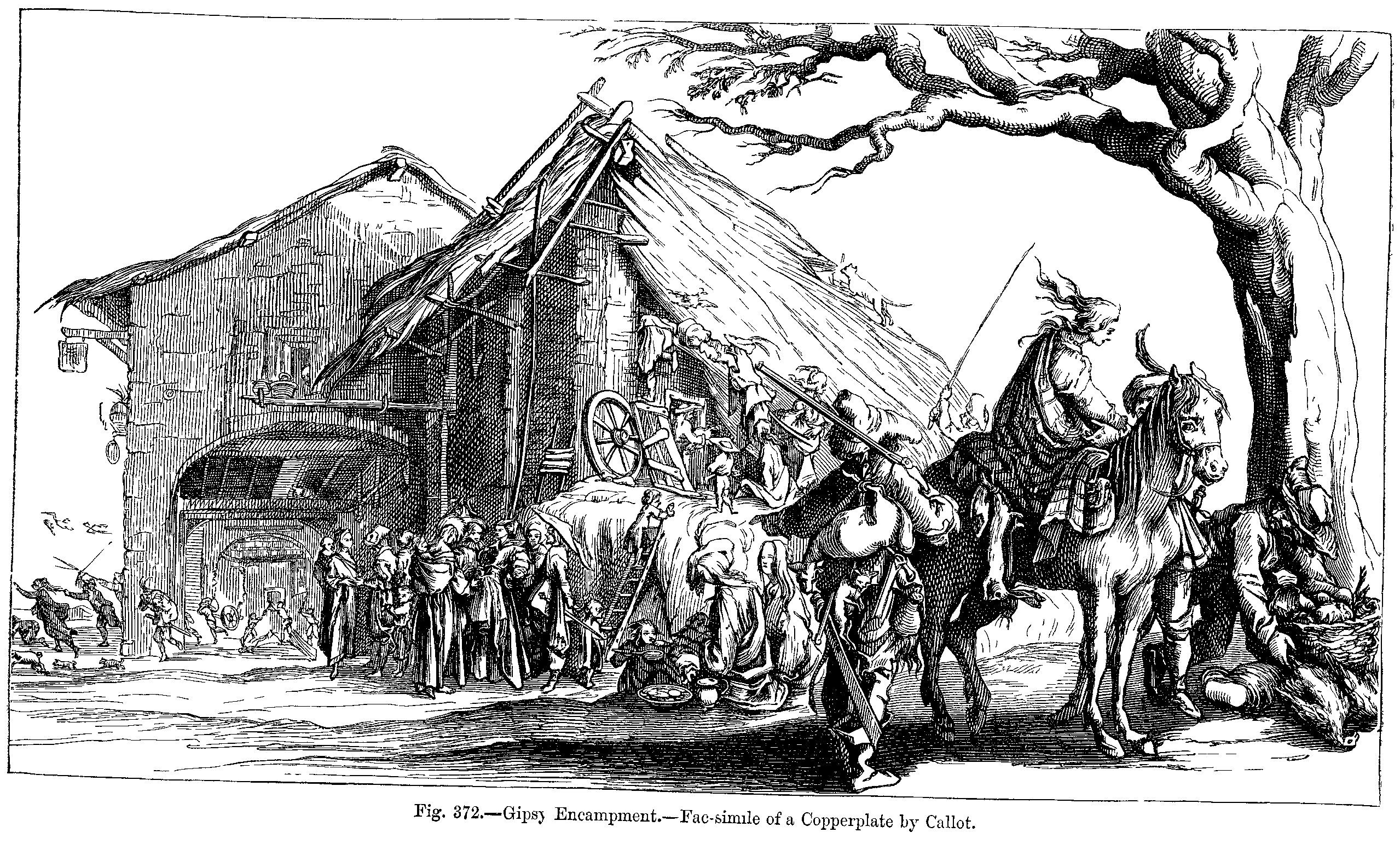
「ジプシーのキャンプ」と題されたジャック・カロの銅版画を転載した挿絵

オスマン帝国時代ロマとギリシャ系人の旗（1453–1793）

ロマ（Roma、次節も参照、単数はロム）は、インド北部のインド・アーリア人が起源と考えられ、中東欧を主として世界各地に居住する民族グループである。英語の「ジプシー」など、欧州を中心にさまざまな呼称が使われているが、1971年に世界ロマ会議の出席者により従来の呼称は差別的ニュアンスが含まれているとして、「ロマ」の呼称を用いるよう決議された。
ただし「ロマ」は全体を指す名称ではなく、あくまで一部集団の呼称であるという認識から、従来より「ロマ」と呼ばれていた集団以外は、「ロマ」と呼称されることに否定的な声もある。
移動型民族、放浪の民とみなされることが多いが、現代ではロマの多くが定住生活を営み、移動生活をするのは一部にすぎない。ジプシーと呼ばれてきた集団が単一の民族であるとするステレオタイプは18世紀後半に作られたものであり、ロマでない集団との関係は不明である。

## 名称とアイデンティティ

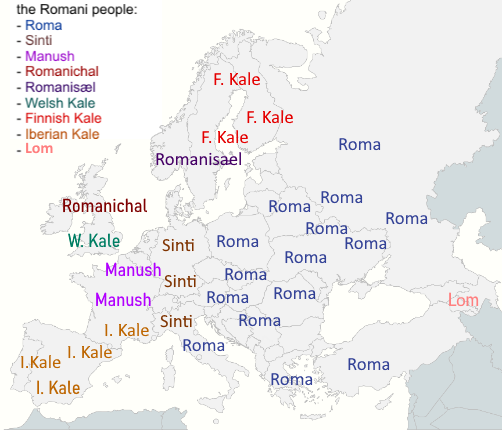
ヨーロッパ各地域における自称名の概略。

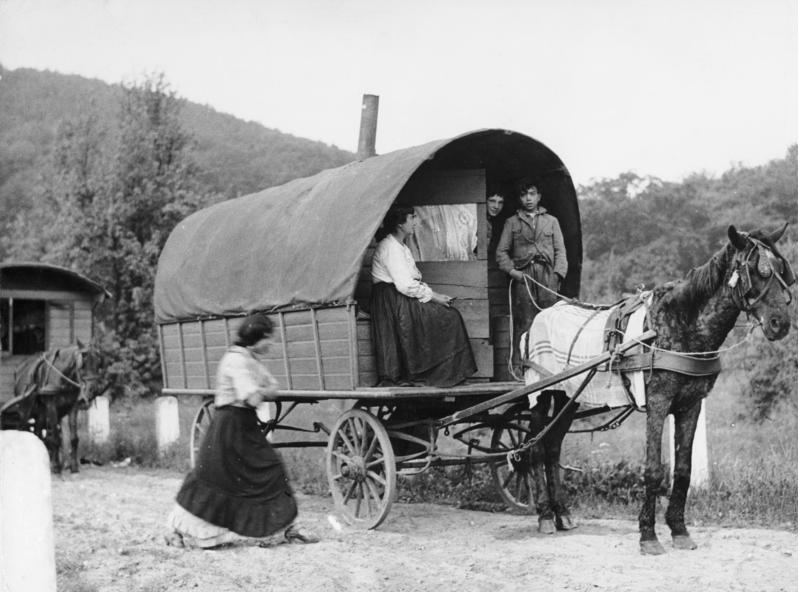
ロマの荷馬車（1935年、ドイツ）

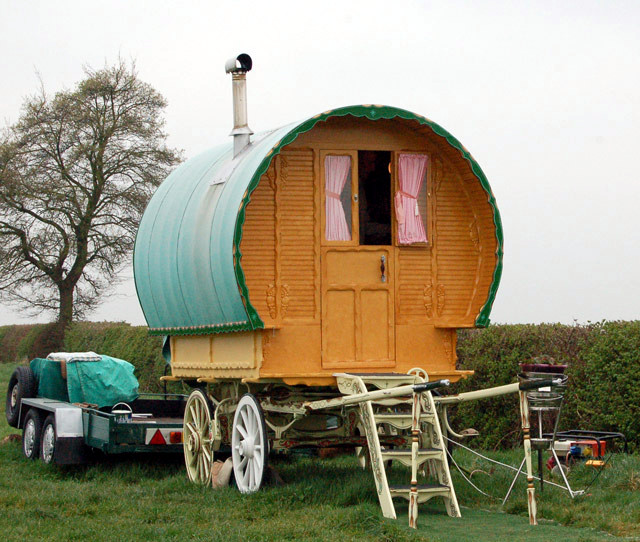
最近のロマの荷車（イギリス）

### 各国語における外名
世界各地で流浪の民族史を重ねてきた経緯から、彼らはそれぞれの国で様々な外名 (exonym) で呼ばれてきた。
大きく分けて2つの系統があり、ひとつは「ヒターノ（スペインジプシー）」「ジプシー」など「エジプト人」に由来する呼称。もうひとつは「ツィンガニ」「ツィガーニ」などの系統の言葉であり、ドイツのカスパー・ポイサーによりビザンチン時代のギリシア語 Ατσίγγανοι (Atsinganoi) から Αθίγγανοι (Athinganoi)「不可触民、アンタッチャブル」へと遡れる言葉であるとされた。
現在でもこうした言葉が物乞い、盗人、麻薬の売人などの代名詞のように使われる場合がままあり、これらの呼称が「差別用語」として忌避される傾向もあるが、差別の隠蔽にとどまり必ずしも差別の解消とは繋がっていない。

### 自称
ロマの祖であるロマニ系の人々は、複数の経路でたびたびインド方面からヨーロッパへ移動してきたと考えられる。14世紀から19世紀に、現代のルーマニアにあたる地域で奴隷とされた集団がルーマニア語の影響を受けたヴラハ系方言を話しており、言語学的にロマに近いと考えられている。一方で東欧を迂回し中欧にたどり着いた集団は、ルーマニア語の影響のない非ヴラハ系方言を話していると考えられている。
1971年の第1回世界ロマ会議以降は、よりポリティカリー・コレクトな名称として、多くの集団の自称である roma「ロマ」を呼称とすることが提唱された。EU はじめ各国の行政などもこの名称を採用している。ただし、この名は本来彼ら全体を代表するものではなく、この名を使わないグループも多数存在し、彼らの中には「ロマ」とは異なるアイデンティティをもち、「自分たちはロマではない」と主張する者もいる。以下に例を挙げる。
アッシュカリィ（Ashkali, セルビア語: Ашкалије, Aškalije）
コソボ紛争で有名になった。
エジプシャン
アレキサンダー大王に従って移民したエジプト人の末裔であると自称する人々。1990年にはマケドニアで「ユーゴスラビア・エジプト人協会」を名乗る団体（会員数は公称1万5000人）が生まれたが、公的にはエジプト人の子孫と認定されていない。ロムと呼ばれるのを嫌う人々がユーゴスラビアの崩壊に乗じてエジプトにアイデンティティを求めたものとされ、世界ロム会議からは「彼らは本当はロムなのに差別から逃げようとしているだけ」と批判されている。
ロマと同根のロマニ系の集団としてはヨーロッパでは中欧のドイツ語圏を中心にシンティ、イギリスにロマニチャル (romanichal) 、仏語圏にマヌーシュ (manouche) 、北欧やイベリアなどのカーレ (kale) 、東欧のルーマニア語圏にロミ(Romi, Romii, Rromi)などが知られている。シンティの祖先はパキスタン南東部のシンド地方に起源を持つともいわれる。
中近東のロマはゾットと自称するが、これはパンジャブ地方の一種族ヤットのアラビア語名である。また、中央アジアのロマはムルタニと自称するが、これはムルターンとの関連が疑われている。
また、インド・ヨーロッパ語族インド語派のロマニー語と密接な関係にあると考えられているドマリ語を話すドム (Dom) と自称する集団が、中央アジアから北アフリカにかけて分布している。古代インドのサンスクリット語では、歌舞音曲をなりわいとする下層カースト民をドンバ（別名チャンダーラ）と呼んでいたほか、現代インドではヒンディー語が「さすらいの音楽家のカースト」を、パンジャブ語では流浪音楽家をそれぞれドムと呼んでおり、これらがロム（ロマ）という名称の起源と考えられている。
ロマの間ではロマ以外の人間をガージョと呼ぶ。

## 系統上
ロマの人種的分類については現在でも定説が存在しないため、厳密にどの人種に分類できるかはいまだに判明していない。
歴史的経緯をたどると、ロマは西暦1000年ごろに、インドのラージャスターン地方から放浪の旅に出て、北部アフリカ、ヨーロッパなどへとたどり着いたとされる。旅に出た理由は定かではないが、西方に理想郷を求めたなどとする説がある。彼らがヨーロッパにおいて史料上の存在として確認できるようになるのは15世紀に入ってからで、ユダヤ人と並んで少数民族として迫害や偏見を受けることとなる。ただし、ユダヤ人ほどこの事実は強調されていない。
最新の遺伝子研究では、インド先住民のドラヴィダ人との類似性が示唆されてきている。
ロマの中にも12の種族があり、エリー、カルデラーシュ、ジャンバジ、ロワリ、アラバジ、コバチ、トパナなどの名称があり、種族により異なったロマ語を話している。これらの種族の起源は職業集団に始まっている。すなわち、トパナはトルコ語のトップ（大砲）に由来し、14世紀にトルコの兵士としてバルカン半島に移住し、軍隊で大砲を造っていたロマの末裔。ジャンバジはギリシアから来た商人。アラバジはルーマニアの馬商人。エリーはアーリア人に由来するという。

### 言語
インド・ヨーロッパ語族インド・イラン語派中央語群のロマ語を主に使う。ロマ語の特色として、即物的な語彙が多く、精神的・抽象的な語彙が少ないことが挙げられる。
ロマ語には東欧の「ロム」、ポーランド経由でドイツに入った「シンティ」、フランスの「マヌーシュ」など3つの大きな流れと13の言語グループがあり、系統が違うと同じロマ語でも意思疎通が難しいとされる。また、定住した各土地の言葉や、各地の言語を多く取り入れたクレオール言語を使っているグループもある。
このため、1990年4月にワルシャワで開かれた第4回世界ロマ会議で標準ロマ語が制定され、マケドニアのスコピエで話されるエリー語が標準語となった。

### 宗教
かつてはヒンドゥー教だったと考えられているが、定住した土地での主流の宗教に改宗していることが多い。すなわち、東ヨーロッパでは東方正教会、カトリックまたは少数のイスラム教、西ヨーロッパではカトリックかプロテスタントである。独特の神秘主義的な風習はあるが、それは宗教とは別と考えられている。サラ（カリ）がいる。

## 歴史

### 起源
ロマ出身のロマ研究家で人権活動家のグラタン・パクソンによると、ロマの起源は5世紀に遡る。サーサーン朝ペルシアのバフラム5世（別名ベラム・グール、在位420年 - 438年）がムルタン（当時はインド、現在のパキスタン）からロマの祖先1万人をペルシアに連れていった。ロマは当時、ルリーと呼ばれていた。
8世紀には、ムルタンの近くのシルマン山にヤットという名称のロマの集団が住んでいた。彼らはインドの支配から独立を望み、アラブによるインドへの侵攻時にアラブと手を組んだ。ところがアラブがインドに敗北してしまったため、714年、退却するアラブの軍勢とともに西へ移動した。これがロマの起源であるとパクソンはいう。このパクソンの説を裏付ける記述が、フェルドウスィーの詩書『シャーナーメ』や、イスパハンのハムザという歴史家の950年の著作に登場する。それによると、バフラム5世はインドのシャンガル王に使いを送り、リュートの演奏に巧みな男女1万人（あるいは1万2000人）をペルシアに呼び寄せた。その子孫がロマではないかといわれている。
また、ロマ出身のロマ語学者シャイプ・ユスフォフスキーによると、ロマの祖先はインドのラージャスターン州に住んでいたが、タタール人に追われたのと食料不足とで、5世紀に1万2000人が故郷を捨てて旅に出た。さらに10世紀にも西に集団移動し、バルカン半島に入ったという。伊藤千尋はユスフォフスキーの説を「より真実味が深い」と評し、この説におけるタタール人を、中央アジアのイラン系遊牧民エフタル族（別名「白フン族」。5世紀半ばにインド北西部に侵入）と同定している。
さらに、言語学の観点からロマの祖先は紀元前300年以前にイラン語地域に入ったと分析する説もある。紀元前327年のアレクサンダー大王の北西インド侵入に伴ってロマの移動が始まったとする説もある。
一方、現代のヨーロッパのロマはインドを10世紀以降に出発したと述べる言語学者もいる。このため、ロマの起源は一様ではなく、長期間にわたり複数の集団が何度もインドを出発したとも考えられている。

### ヨーロッパ全土への拡散
11世紀にセルジュクトルコが勢いを伸ばすと小アジアのロマがバルカン半島に移り住み、ビザンチン帝国の支配下に入ってアツィンガノイと呼ばれた（ドイツ語でロマを指すツィゴイナーの語源）。14世紀にはクレタ島などギリシアの島々でロマの集落が確認されている。
1416年にはハンガリーに到達。1418年にはスイスに到達。
1422年にイタリアのボローニャに到達したロマの集団は100人ばかりで、アンドレア公爵を詐称する首領が「我々はキリスト教を捨てたため、所有地をハンガリー王に没収されたが、キリスト教徒に復帰するため4,000人の仲間とともに洗礼を受けた。そして今はハンガリー王からの命令でローマ法王のもとへ懺悔に行くところである。今はこのために巡礼の旅をしているが、この旅の期間は盗みをしても罪に問わないとハンガリー王からお許しが出た」と虚偽の申し立てをした。
1427年8月17日にフランスのパリに到達したロマの集団は12名であったが、100人以上の仲間を郊外に待たせ、やはり貴族を自称して「我々は低地エジプト出身の善良なキリスト教徒だが、サラセン人の侵攻で一度キリスト教を捨て、懺悔してローマ法王の許しを得た。しかし法王のご命令で7年間の巡礼の旅をしている。我々に食事を世話し、巡礼の資金を恵むことはキリスト教徒の義務であるとの法王のお達しだ」との虚偽の申し立てをした。
1447年にはスペインのバルセロナに到達。1505年にはイギリスへのロマの到達が記録されている。

### 皇帝ジギスムントの特許状

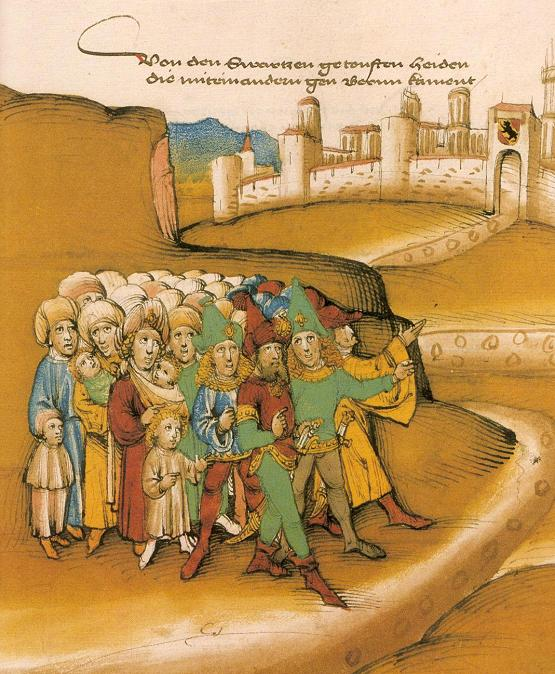
神聖ローマ帝国に現れたロマ
15世紀になって今日のドイツ地域にロマが初めて出現した。彼らは当初、低地エジプト出身の巡礼者であると名乗り、それから80年ほどは、彼らは各地で「聖なる人」として親切に受け入れられた。しかし、一向にヨーロッパを去ろうとしない彼らに対して、徐々に不信の目が向けられ、トルコやタタールのスパイであるというような風説が飛び交うようになった。

初期のロマは、神聖ローマ皇帝ジギスムントにより巡礼者として帝国全土の自由な通行を許可されたと称し、いわゆる『皇帝ジギスムントの特許状』を保証として各地を放浪した。しかし、15世紀中ごろには彼らに対する蔑視が始まり、特にユダヤ人と彼らを同類とする風説が現れ、18世紀に至るまで広く流布した。1500年には神聖ローマ皇帝マクシミリアン1世によって『皇帝ジギスムントの特許状』は無効とされ、ロマを殺しても基本的には罪に問われないこととなった。ロマが放浪する犯罪者の温床と考えられ、都市では彼らが現れたら教会の鐘を鳴らして合図し排撃した。
1499年にはスペインがロマの入国を禁止し、国内のロマは4日以内に退去するか、60日以内に定住して主人に仕えなければ鞭打の刑にして追放するとの勅令が出た。
16世紀半ばにはイギリスの各地の地方自治体もロマに退去命令を出した。
1561年にはフランスのシャルル6世がロマを2か月以内に領土から追放するよう命令を出した。この命令に従わないロマは頭髪を剃り落とされ、罪人として晒し者にされ、ガレー船の漕手として3年間の重労働に服さなければならなかった。
1596年にはイギリスで放浪中のロマ196人が捕縛され、うち106人が死刑の宣告を受けた。このうち9人が実際に死刑となり、残りは出身地に連れ戻された。
1714年にはドイツでマインツの大司教がロマに対して裁判抜きの処刑・鞭打・追放・重労働を命じた。

### 領邦権力による定住化政策
1761年、オーストリアではマリア・テレジアとヨーゼフ2世の近代化政策の一環として、ロマの定住化が図られた。ロマの青年に対して徴兵や職業訓練をおこなうとともに、領主への従属や納税の義務を課し、ロマ同士の結婚を禁じ、ロマの子はロマではない家庭に入れて育てることとした。これらは啓蒙主義に影響された、ある意味でロマへの差別をなくすことを目的とした人道的な同化策であったが、定住や（ヨーロッパ人の考える）文化的な生活の押しつけとなり、ロマたちの拒否するところとなった。1773年にプロイセンのフリードリヒ大王がロマを隔離して定住させようとしたが、結局失敗している。
一方、ポルトガルは1647年にはアフリカの植民地に、1686年には南米の植民地ブラジルにロマの開拓団を送った。イギリスも植民地のアメリカやジャマイカにロマの開拓団を送っている。

### ドイツによる絶滅政策
ドイツにおいては、ナチス党が自由選挙で国民の支持を受けて政権を獲得した後の1935年に、ロマを「劣等民族」と見なす法律が施行された。ロマの選挙権は剥奪され、非ロマとの結婚禁止、商売の禁止、学校入学の禁止、ドイツ国内での移動禁止などが主な内容である。その後、ロマは強制移住や強制労働政策の対象となり、収容されたロマには優生学的な観点から、強制的断種手術が行われた。当時のドイツ政府は、ロマがアーリア系であることを知っていた。「アーリア主義」を掲げるナチス党政権がロマ撲滅を図ったのは、ロマがドイツ人と相いれない生活習慣を持つため、「アーリア系の面汚しであり、劣った異民族の血が混じっているに違いなく、放置すればドイツ人の血が汚される」と考えたためである。
第二次世界大戦によりドイツの占領地域が広がると、ドイツは再び多数のロマを抱えこむことになった。当時のドイツ政府が「最終解決策」と呼んだ政策で、ロマはユダヤ人のホロコーストと同様に虐殺の対象とされた。これはポライモスと呼ばれている。正確な数は不明であるが、戦争中に約50万人のロマが殺害されたとされる。強制収容所への移送を待たずに現地で殺害された者も多かった。ナチス親衛隊特別行動部隊「アインザッツグルッペン」が東欧の占領地域に派遣され、ユダヤ人、共産党員、ソ連軍捕虜とともに、多数のロマが殺害された。ドイツ政府による被害にともなう戦後補償について、現在もロマはユダヤ人より不利な扱いを受けている。

### 第二次世界大戦後
第二次世界大戦までの多くのヨーロッパ諸国では、ロマは固定した店舗で開業することは禁止されていた。このため、伝統的に鍛冶屋、金属加工、工芸品、旅芸人、占い師、薬草販売などに従事していた。現在も基本的に移動生活を続けているロマは多く、移動手段として自動車を用い、これに従い職業も以前の馬の売買から、自動車の解体・中古車のあっせんなどに変化してきている。1971年にはインド政府と世界教会協議会の支援を受け、ヨーロッパ諸国のロマを集めた世界ロマ会議が結成された。
第二次世界大戦前から1945年までのドイツ政府による迫害によって、ロマの人口は減少した。社会主義体制となった東欧とソ連圏では、ロマの労働者化を進めるために移動禁止令が制定された（ソ連：1956年、ポーランド：1964年）。これらはロマに定住を求める同化政策であり、その後議員となったロマも存在した。西欧諸国ではロマへの同化政策は採用されなかったが、国内のロマを少数民族とみとめて権利を与えることはなかった。例外的に社会主義国のユーゴスラヴィア（1974年）とハンガリー（1979年）が、ロマを少数民族と認定した。戦前に比して安定した生活が保証された、これら社会主義国が崩壊し資本主義国となってからは、職を失い無料の住宅や学校がなくなったとして、不満を持つロマも少なくない。
スイスでは、1926年から1972年まで政府の支援を受けた民間団体「青少年のために」(de)が1,000人以上の子供のロマを親元から誘拐し、施設に収容したり、スイス人の家庭へ養子として引き渡したりした。ドイツでは1995年に、ドイツ国籍をもつロマを少数民族と認定している。グローバリゼーションや大量生産大量消費文化（安価な製品を使い捨てる消費行動への移行）、情報化社会や物流の高速化など、戦後の経済変動によってロマの生業は成立しなくなり、ロマの経済的な困窮は一段と進んだ。テロリズムへの懸念などから国の保安の意識が高まり、国境を越えた自由な移動が難しくなり、ロマへ定住化への圧力が掛かっていることもあって伝統的な生活を放棄する者も多い。

### コソボ紛争
1990年代の一連のユーゴスラビア紛争では、ロマが迫害の対象となることも少なくなかった。1999年のコソボ紛争では、彼らはセルビア人、アルバニア人の双方から迫害を受けている。コソボでは多数派のアルバニア人による支配を恐れたロマやアッシュカリィなどのほか、ゴーラ人などの少数民族の中には、ユーゴスラビアの体制を支持する者も少なくなかった。紛争終結により連邦軍がコソボから撤退し、難民・避難民として域外に逃れていたアルバニア人が帰還すると、セルビア人のみならず、彼らに加担したとしてロマやアッシュカリィもアルバニア人による報復の対象となった。形式的には解体されたコソボ解放軍の元構成員や、その他のアルバニア人住民による少数民族への襲撃が相次ぎ、迫害を恐れたロマ、アッシュカリィなどはセルビア本土やモンテネグロなどへと脱出した。コソボ紛争が終結して以来、セルビア人やロマ、アッシュカリィなどのコソボからの脱出は続いており、一方彼らの故郷への帰還は進んでいない。

### ロシアによるウクライナ侵攻
2022年、ロシアのウクライナ侵攻が始まると、ウクライナ国内のロマのコミュニティにも影響が及んだ。ロマは戦時において特定の国に肩入れするケースは少なかったが、侵攻に際してはウクライナ軍に従軍して戦う者も現れた。

## 各国

### 人口
欧州連合の行政府・欧州委員会によると、欧州に暮らすロマの人口は推定1,000万人から1,200万人。欧州評議会の各国別推計によると、ルーマニア185万人、ブルガリア75万人、スペイン72万5000人、ハンガリー70万人、スロバキア49万人、フランス40万人、ギリシャ26万5000人、チェコ22万5000人、イタリア14万人など。
世界銀行による推計では、北マケドニア、ブルガリア、スロバキアの人口に占めるロマの割合は約9%から約11%に達するとみられている。

### ルーマニア
ルーマニアの国勢調査では、ルーマニアにおけるロマの人口は約61万9000人とされている。しかし、NGOはこれを大きく上回る約200万人と試算しており、ロマはルーマニアの全人口の約8%から約10%を占め、約190万人とも約200万人いるともいわれる。
ロマは、すべての少数民族の中で人口の算出がもっとも難しい民族である。長きにわたって虐げられてきたロマに対する広範な差別は、雇用および住宅面などで依然根強いものがある。多くのロマが、「ジプシー」という烙印を押されるのを免れようと国勢調査でルーマニア人と自己申告しており、このようなロマの多くは身分証明書を所持していない。2002年の国勢調査では、ロマと自己申告した者は53万5140人とルーマニア全人口の2.5%に過ぎない。
しかし、ロマが多く住む東南ヨーロッパでもルーマニアに住むロマの人口は群を抜いて多く、ルーマニアの社会学者の低めの推計では約100万人としている。一方、マイノリティ・ライツ・グループの1995年の報告では、約180万人から約250万人、ルーマニア全人口の8%から11%を占めていると試算している。国勢調査でロマであると自己申告した者のうち、約半数がロマ語を母語としていると申告している。このことは、ルーマニア人への同化に段階性があり、同化が進行した者の中にはその母語に従ってルーマニア人と自己申告している者が多数いる事実をうかがわせる。
欧州評議会は、約185万人のロマがルーマニアに住んでおり、ルーマニア全人口の約8.32%がロマと推計している。世界銀行は、ルーマニアには約300万人のロマがいると推計している。ブカレスト大学のMarian Predaは1998年にロマに関する研究をおこない、ロマの人口を150万人と割り出したが、そのうちの100万人は国勢調査においてロマと自己申告していなかった。つまり、ルーマニアのロマの3分の2以上が恐怖、恥、差別などの理由で出自を隠してルーマニア人と自己申告しており、ルーマニアのロマのせいぜい3分の1だけがロマと自己申告していた。上院議員であるマダリン・ヴォイクは、「ルーマニアだけで70万人から130万人の定住生活者がいる他、70万人程度の移動生活者がおり、ルーマニアのロマの人口は200万人ほどになる」と述べている。国際連合開発計画は、「ルーマニアは、専門家の推定では、最低180万人から最大250万人のヨーロッパで最大、そしておそらく世界でも最大のロマを抱えている」と報告している。ニュージーランドの社会開発省のアナリストであるChungui Qiaoは、「ヨーロッパのロマの人口は700万人から900万人と推定されています。ルーマニアは、ロマの絶対数が最も多く、100万人から200万人の範囲にある国です」と報告している。
ルーマニアにおけるロマに対しての差別は根深く、結婚、就職、就学、転居など、ありとあらゆる分野で行われている。しかし、その起源はいずれの説も根拠を欠いたものが多く、現在でも定説はない。ルーマニア国内のロマ支援組織の多くは、19世紀半ばまで約600年間続いた奴隷時代にその根源があると主張している。それによると「1800年代の法典はロマを『生まれながらの奴隷』と規定し、ルーマニアの一般市民との結婚を認めなかった。そして奴隷解放後も、根深い差別の下でロマの土地所有や教育は進まなかった。都市周辺部に追いやられたロマは独自の文化や慣習を固守する閉鎖的な社会を築き、差別を増幅させる悪循環につながった」とされている。その一方で、当時そのような法典が公布および施行された記録が残されておらず、法典自体も見つかっていないため、この説は根拠に乏しいとする見解も存在する。ロマを「生まれながらの奴隷」と規定した法典はロマ支援組織が差別の根拠として捏造したもので、奴隷時代の始まりとされる13世紀以前から習慣という形でルーマニアでのロマ差別は存在していた、という見解を支持しているルーマニア国外のロマ支援組織やロマ研究者は多い。
21世紀に入った現在、ルーマニアでのロマ問題は拡大の一途をたどっている。EU諸国からのロマの強制送還により、ロマ人口が増加しているのである。ルーマニアにおいて、ロマは自己申告に基づく国勢調査では50万人であるが、出自を隠している人も含めると150万人に達するといわれる。ルーマニアの身分証明書には民族記入欄がないため、ロマであることを隠し社会に同化する人も少なくない。2002年の調査では、ロマの進学率が極度に低いことが明らかになっており、高卒以上は全体の46.8%に対し、ロマは6.3%、全く教育を受けていない無就学者の割合はロマだけで34.3%にも上るのに対し、少数民族を含むルーマニア全体では5.6%にとどまっている。
これらの問題に対してルーマニア政府は、「国内にロマはいないため、ロマに対する差別問題は存在しない」としてロマの存在自体を否定している。つまり、ルーマニア国内にロマが存在しない以上、ロマに対しての差別は存在しえず、ロマ差別はあくまでもルーマニアでは架空の存在でしかない、というのが政府の見解となっている。このため、国内におけるロマ問題への対策をルーマニア政府は何一つ行っていない。さらに、国内外からのロマ対策を要求する声に対しても何の反応も示していない。この結果、ルーマニアでのロマ問題は解決の目処は立っておらず、逆にロマ差別自体がルーマニア人ならびに国家ルーマニアとしてのアイデンティティになっていることは否定できなくなっている。
1991年にはブカレスト近郊のボランタン村でロマの家100軒が数百名の暴徒に襲われ、焼き討ちに遭う事件が起きている。

### スペイン
スペインは、ヨーロッパでも最大級の規模、おそらくルーマニアに次いで2番目に多いロマを抱えているが、恐怖、恥、差別、「ジプシー」という烙印を押されるのを免れようとして、多くのロマが出自を隠しているため、正確なロマの人口を把握することは困難であり、スペインにおけるロマの人口は約80万人、約57万人から約110万人、約80万人から約97万人、約50万人から約100万人ともいわれる。欧州評議会は2010年度調査で、約72万5千人のロマがスペインに住んでおり、スペイン全人口の約1.57%がロマと推計している。ある研究では、スペインのコミュニティを調査したところ、住民100人あたり1.87%がロマであったことから、約110万人と推計している。被抑圧民族協会は、約150万人のロマがスペインに住んでいると推計している。
スペインではマドリード郊外のロスフォコス（Los Focos）がロマの集住地域となっており、38家族、約200人のロマのバラックが立ち並んでいる。このロスフォスコスは麻薬の売人や泥棒の巣窟と目されている。このバラックは、別の地区への移転が計画されたこともあるが、移転先からの猛反対で計画は頓挫した。
政府の発表によると、麻薬密売の70%はロマによるものである。スペイン国民の26%がロマに悪感情を持っているとの統計もある。
1991年にはアンダルシア地方のマンチャレアルでロマによる殺人事件をきっかけにロマ追放運動が発生。暴徒化したデモ隊がロマの家7軒を襲撃し、家財道具を通りに投げ出して家を破壊する事件が起きた。このとき、マンチャレアルでは「自分の子をロマの子と一緒に勉強させない運動」「ロマの子を登校させない運動」が起きている。
2016年のピュー・リサーチ・センターの世論調査では、スペイン人の49%がロマに対して否定的感情を持っていることが明らかになった。

### フランス
推定約2万人がフランスに居住。多くが郊外の公共サービスのない不法キャンプで極貧生活を強いられており、しばしば犯罪の増加要因として地域住民などから批判される。2014年6月13日には、ピエールフィット＝シュル＝セーヌにて窃盗の疑いをかけられた16歳の少年が集団暴行を受けて意識不明の重体となる事件が発生。大統領や首相が非難する声明を出している。

### アメリカ
アメリカでのロマは大きく分けて3つのグループがある。最も早く入植したグループはイングランドから移住したロマニチャルで、テキサス州を中心に8 - 10万人が全米に点在する。イギリス流文化への同化が浸透しており、言語も英語の中にロマニ語の語彙が混ざるという程度である。次のグループが1880年代以降にバルカン半島、ハンガリーから移住してきたヴラフ系ロマである。ロマニ語の新ヴラフ系方言を使い、独自の絶対神信仰を持つともいわれ、全米に50万人以上いると推定されている。最大集団であるヴラフ系ロマは強固なアイデンティティを持ち、クンパニアという血縁・地縁による排他的な組織の中で生活している。福祉給付など行政制度を徹底的に利用することが彼らの戦略である。第3のグループはロマニ語方言を話さない東欧系ロマの諸集団であるが、ヴラフ系ロマからは一括りに「バヤシュ」と呼ばれている。
ヴラフ系ロマ以外のグループは社会に溶け込む術を身につけており、アイデンティティを秘匿する傾向にある。アメリカには100万人のロマがいると推定されているが、各グループは相互の接触には消極的、もしくは否定的であり、グループ間の同族意識はない。

### 北マケドニア
北マケドニアのシュトオリザリには2万6000人のロマが定住し、北マケドニア人の家は10戸しかなく、他にトルコ人などもいるものの、全人口の95パーセントはロマである。旧ユーゴスラビアには100万人、北マケドニアだけで20万人のロマがいるが、ロマにはホームレスが多いため、みずからの出自を恥じてトルコ人やセルビア人、北マケドニア人などと詐称するロマが多く、統計上は旧ユーゴスラビアのロマの数は10万人にとどまっている。なお、北マケドニアからはロマ出身の国会議員（ファイク・アブディ）が出ており、ロマ語を公用語にする運動を進めていた。

## 文化

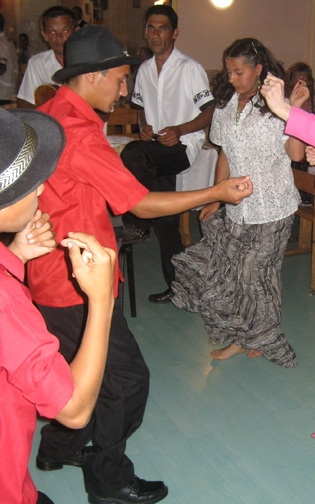
若いハンガリーのロマが伝統的なダンスを踊る様子

- タロット（タロー）と呼ばれるカードを使った占い。ただし、タロットのロマ起源説は一部の神秘主義者が主張するだけであり、裏付けに乏しい。なお、神秘主義者の間ではタロットの起源についてエジプト、ヘブライ、ケルトなどさまざまな説があるが、現在ではイタリアで玩具として考案されたのが始まりとする見方が有力である。
- フラメンコの原型ともいわれる独自の音楽・踊り。
- 鋳掛屋、旅芸人として重宝された。
- ブルガリアやセルビアなどでは、出生・洗礼・誕生日・聖名祝日 (Именден)・結婚式などに際して、ロマが呼ばれて演奏する。
  - チョチェク - バルカン半島で、ロマが結婚式などに演奏する音楽
  - ポップ・フォーク - セルビアをはじめとするバルカン半島で、チョチェクなどロマの音楽の影響を強く受けて発達した流行音楽のジャンル。
- ボスニア・ヘルツェゴビナなど、一部のロマ人社会では一夫多妻制の風習が残っていることがある[60]。
- 全ての財産は共用物であるという考えが根強く、財産の個人所有という考えが乏しい者が多いとされる。

### 音楽
ロマの文化（芸能・生活）の一部であるロマ音楽は現地の文化と相関関係にあり、歴史的に大きな貢献をしている。ルーマニア・ハンガリー文化圏、スペインなどの文化が際立って有名である。ロマン派の作曲家の中にはロマ音楽に触発されて曲を書いた者もいた。リストの『ハンガリー狂詩曲』、ブラームスの『ハンガリー舞曲』（発表当時は編曲とされ、またハンガリー古来の音楽と混同された）、サラサーテの『ツィゴイネルワイゼン』などである。

#### 映像
- NHK BShi「はるかなる音楽の道 さすらいのバイオリン」（2002年放映）

### 砂漠祭り
毎年2月の満月の3日間、ロマ人の出身地とされるインドのジャイサルメールで行われるロマの祭典である。色々な旅芸人などが集まる。

## 著名人

### 西ヨーロッパ
- カルメン・アマヤ（1913年11月2日 - 1963年11月19日）- フラメンコダンサー、歌手
- ジャンゴ・ラインハルト（1910年1月23日-1953年5月16日）- ベルギー出身のジャズギター奏者。
- ジプシー・キングス - 1980年代から1990年代にかけて世界的な人気を得たワールドミュージックのグループ。
- チャールズ・チャップリン - 俳優。『チャップリン自伝（英語版）』によると、母方の祖母がロマの血を半分引いている。「浮浪者」のキャラクターは、ロマを観察して創り出したとの説もある[61]。
- ボブ・ホスキンス - 俳優。母方はドイツのシンティ[62]。
- マイケル・ケイン - 俳優。父方の祖先は南ロンドンのロマの馬喰である[63]。
- ラフカディオ・ハーン（小泉八雲） - 作家。母方がキプロスのロマ。父方は英国のロマのハーン（ヘロン）一族[64]。ただし、Elizabeth StevensonはThe Grass Lark: A Study of Lafcadio Hearn（Transaction Publishers, 1999）p.7で「彼ら（ハーン一族）は、自分たちにジプシーの血が流れているという無邪気かつ検証できない信念を愛していた」と述べており、ロマの子孫というのが単なる言い伝えに過ぎないことを暗示している。
- ラモン・モントヤ Ramón Montoya - ギタリスト。
- リカルド・クアレスマ（1983年9月26日 - ）- ポルトガル出身のサッカー選手。父方の家系がロマ。
- アンディ・マッコイ - フィンランドのロックバンド、ハノイ・ロックスのギタリスト。
- トニー・ガトリフ - 映画監督。父方フランス人、母方ロマ。

### ドイツ・チェコ・オーストリア
- ジプシー.cz - チェコのラップ・グループ
- ミラン・バロシュ - チェコのサッカー選手。
- ヨハン・シュトラウス二世 - 父方がカトリックに改宗したハンガリー系ユダヤ人の家系、母方がロマといわれる。

### オランダ
- マリスカ・ヴェレス - 歌手（ショッキング・ブルー）。父がハンガリー出身のロマ。

### スペイン
- アントニオ・カルモーナ - 歌手、「ケタマ」メンバー
- ロラ・フローレス（1923年1月21日 - 1995年5月16日）- ロマの血を引くスペインの歌手・ダンサー・俳優。

### ハンガリー・ルーマニア
- ピシュタ・ダンコー
- ジョルジュ・シフラ
- ツィンカ・パンナ（1711年 - 1772年）- 女流ヴァイオリニスト[65]。
- フロリン・チョアバ - 自称「全世界のロマ民族の王」。
- ビハリ・ヤーノシュ（英語版）
- ベルキ・ラースロー（ハンガリー語版）
- ボロシュ・ラヨシュ
- ロビー・ラカトシュ - ハンガリーのヴァイオリニスト[66]。
- ユハース・ミズラ・モーニカ - ハンガリーの歌手
- カイ・ヤグ（英語版）（黒い炎） - ハンガリーのバンド[67]。
- カモロ - ハンガリーのバンド
- ライコー Rajkó Zenekar（ジプシーの子供たち） - ハンガリーのオーケストラ[68]。
- イオン・ヴォイク - ルーマニアのヴァイオリニスト。
- ファンファーレ・チョカルリア - ルーマニア北東出身の世界最速を誇るジプシー・ブラスバンド。
- タラフ・ドゥ・ハイドゥークス - ルーマニアのバンド。

### バルカン
- イヴォ・パパゾフ（1945年 - ）- ブルガリアのクラリネット奏者。トルコ語を話すジプシーの出。
- アジス (Azis) ブルガリアのポップ・フォーク歌手。
- レイハン (Reyhan) ブルガリアのポップ・フォーク歌手。
- エスマ・レジェポヴァ - マケドニアの歌手
- コチャニ・オルケスタル - マケドニアのチョチェク・バンド

### 南北アメリカ
- ユル・ブリンナー - 俳優。母方ロマと自称するも彼自身が申し立てた伝記的事実には偽りが多く、1989年に彼の息子が出版した伝記によると、ブリンナーは父方がモンゴルとスイスの混血で、母方がユダヤ系ロシア人の医者の娘であるという。
- ソフィア・サンティ - カナダ出身のポルノ女優。父親の祖先がトランシルバニア山脈出身のロマであるという。

### アメリカ
- フェアルザ・バルク - 米国出身の女優。父方ペルシア人、母方ロマ。
- ビル・クリントン - 政治家。ロマの指導者チャールズ・ブライズ（1847年に英国のカークイェットホルムで「スコットランドのジプシーの王」として戴冠した）の兄弟アンドリュー・ブライズの子孫。アンドリューの息子アンドリュー・ジェファーソン・ブライズ（1860年死去）がクリントンの高祖父にあたる[61]。
- フレディ・プリンゼ・ジュニア - 俳優。父がハンガリーのロマの子孫[62]。
- リタ・ヘイワース - 俳優。父方の祖父アントニオ・カンシーノはロマのフラメンコダンサーであった[69]。

### ブラジル
- ジュセリーノ・クビチェック（1902年 - 1976年）- 第22代ブラジル大統領（1956年-1961年）。ブラジリア首都移転を強く進めたとされる。

## 登場する主要な芸術作品
古典に類する作品には古い固定観念・偏見が含まれている可能性もある。

### 歌謡、民謡
- 『ジプシーがチーズを食べる』（コダーイ・ゾルターンによる民謡編曲）
- 『流浪の民』（ロベルト・シューマン作曲）
- 歌曲集『ジプシーの歌』（ドヴォルザーク作曲）
- 『黒い瞳』（ロシアの流行歌）
- 『謝肉祭』（作詞：阿木燿子、作曲：宇崎竜童、歌：山口百恵）

### ヴァイオリン曲
- 『ツィゴイネルワイゼン』（サラサーテ作曲）
- 『ツィガーヌ』（ラヴェル作曲）
- 『ラプソディー第1番』、『ラプソディー第2番』（バルトーク作曲）

### 管弦楽曲
- 『ガラーンタ舞曲』（コダーイ・ゾルターンによる編曲）

### 吹奏楽曲
- 『プスタ〜4つのジプシー・ダンス』（ヤン・ヴァン・デル・ロースト作曲）

### 演劇、歌劇
- 『ジプシー男爵』（ヨーカイ・モール原作、ヨハン・シュトラウス2世作曲）
- 『カルメン』（後述のメリメの小説によりビゼー作曲）
- 『イル・トロヴァトーレ』（ヴェルディ作曲）

### 映画
- 『チャップリンの放浪者』 監督：チャールズ・チャップリン
- 『狼男』 監督：ジョージ・ワグナー
- 『007 ロシアより愛をこめて』 監督：テレンス・ヤング（ジプシーキャンプが登場。主人公のジェームズ・ボンドに協力する）
- 『スナッチ』 監督：ガイ・リッチー（作中の「パイキー」はロマの別称）
- 『ガッジョ・ディーロ』 監督：トニー・ガトリフ
- 『ベンゴ』 監督：トニー・ガトリフ
- 『ラッチョ・ドローム』 監督：トニー・ガトリフ
- 『ル・ジタン』 フランス映画、監督：ジョゼ・ジョヴァンニ
- 『ジプシーのとき』 ユーゴスラビア映画、監督：エミール・クストリッツァ
- 『黒猫・白猫』 監督：エミール・クストリッツァ
- 『劇場版 鋼の錬金術師 シャンバラを征く者』 監督：水島精二
- 『ノートルダムのせむし男』（ビクトル・ユゴー原作）
- 『僕のスウィング』 監督：トニー・ガトリフ
- 『恐竜グワンジ』 監督：ジェームズ・オコノリー
- 『ジプシー・キャラバン』 監督：ジャスミン・デラル
- 『耳に残るは君の歌声』 監督：サリー・ポッター
- 『炎のジプシー・ブラス 地図にない村から』 監督：ラルフ・マルシャレック
- 『痩せゆく男』 監督：トム・ホランド（スティーヴン・キング原作）
- 『ショコラ』 監督：ラッセ・ハルストレム（ジョアンヌ・ハリス原作）
- 『スペル』 監督：サム・ライミ
- 『熱い血』 監督：ニコラス・レイ
- 『見えない恐怖』 監督：リチャード・フライシャー
- 『鉄くず拾いの物語』 監督：ダニス・タノヴィッチ
- 『コルコト（英語版）』 監督：トニー・ガトリフ
- 『永遠のジャンゴ』 監督：エチエンヌ・コマール
- 『そして友よ、静かに死ね』監督：オリビエ・マルシャル
- 『キング・オブ・ジプシー』監督：フランク・ピアソン

### テレビドラマ
- シャーロック・ホームズの冒険
- コナン・ドイルの事件簿 #4 「謎のミイラ」
- Dr.HOUSE シーズン3 #13
- ザ・ファインダー 千里眼を持つ男
- メンタリスト シーズン6 #10 「緑の屋上庭園」
- ピーキーブラインダーズ
- NCIS:LA 〜極秘潜入捜査班

### 小説
- 『嵐が丘』（エミリー・ブロンテ）
- 『カルメン』（プロスペル・メリメ）
- 『まだらの紐』（アーサー・コナン・ドイル）
- 『ノートルダム・ド・パリ』（ヴィクトル・ユーゴー）
- 『痩せゆく男』（スティーブン・キング）
- 『ドリトル先生と月からの使い』（ヒュー・ロフティング）
- 『終わりなき夜に生まれつく』（アガサ・クリスティ）

### 漫画
- 『タンタンの冒険旅行』（エルジェ）
- 『マスター・キートン』（勝鹿北星・浦沢直樹） 「笛吹き男」のエピソード。
- 『SARU』（五十嵐大介）
- 『辺獄のシュヴェスタ』（カーヤ）
- 『ファンタスティック・フォー』 - 主要なヴィランであるドクター・ドゥームの母親シンシアはロマにして魔女である。

### アニメ
- 『アニメ・ザ・ビートルズ』
- 『BLOOD+』
- 『劇場版 鋼の錬金術師 シャンバラを征く者』
- 『ポルフィの長い旅』
- 『名犬ジョリィ』
- 『コードギアス 亡国のアキト』
- 『超時空世紀オーガス』のエンディングテーマ『心はジプシー』 - 本編にて主人公と行動を共にする行商人一行に、ジプシーのイメージを重ねた作品。

### コンピュータゲーム
- 『ウィザードリィ』 - 敵の一種「GYPSY」として登場。
- 『ウルティマ』
- 『ドラゴンクエストIV 導かれし者たち[注 6]』
- 『アサシン クリード リベレーション』

## 商品
- ジタン - フランスのタバコの商品名。詳細は当該項目を参照。